# Thysanotus manglesianus
Thysanotus manglesianus là một loài thực vật có hoa trong họ Măng tây. Loài này được Kunth miêu tả khoa học đầu tiên năm 1843.